# مطار جزيرة مانا
مطار جزيرة مانا (بالانجليزية : Mana Island Airport)(إياتا: MNF، إيكاو: NFMA) هو مطار يخدم جزيرة مانا، إحدى جزر مامانوكا في فيجي.

## شركات الطيران والوجهات
اعتبارًا من أغسطس 2014، أوقفت شركة فيجي لينك التابعة لخطوط الباسيفيك الجوية جميع الرحلات الجوية إلى جزيرة مانا. تمتلك شركة طيران جزر المحيط الهادئ حاليًا رحلات جوية مجدولة يوميًا بين نادي ومطار جزيرة مانا، باستخدام طائرة بريتن نورمان ايلاندر تتسع لستة ركاب. كما أنها توفر خدمات النقل بالطائرة المائية والمروحية بين نادي والجزيرة.
| شركـات طيـران      | الوجهات          |
| ------------------ | ---------------- |
| Pacific Island Air | مطار نادي الدولي |

## روابط خارجية
- تاريخ الحوادث لـ (MNF / NFMA) على شبكة سلامة الطيران.